# Franz Alexander

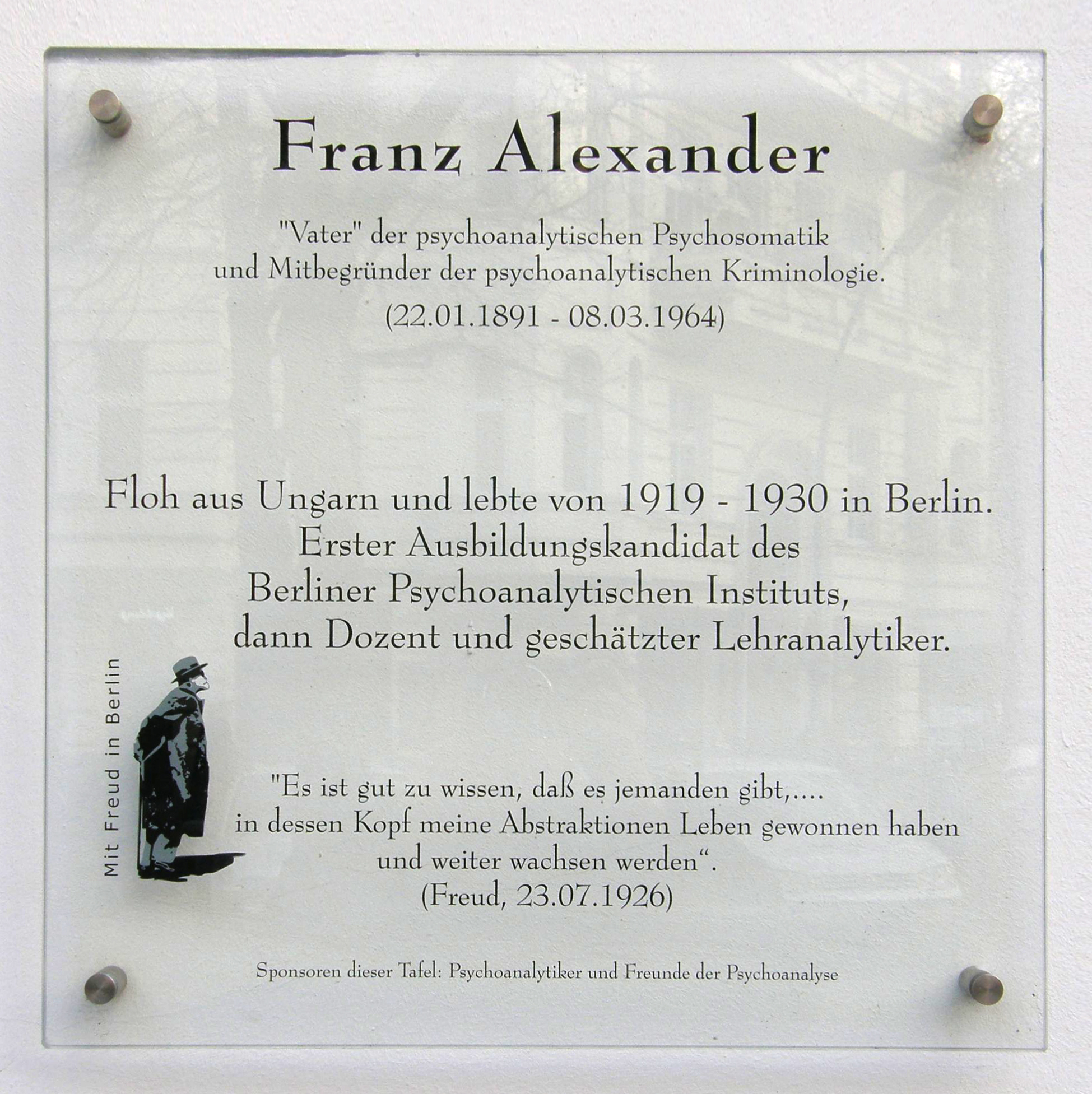
Pamětní deska na Ludwigkirchstraße 9 v Berlíně

Franz Alexander (původním jménem  Alexander Ferenc Gábor) (22. ledna 1891 – 8. března 1964) byl maďarsko-americký psychoanalytik, který se věnoval především otázkám psychosomatiky a psychoanalytické kriminologie. Svými názory značně ovlivnil Erika Eriksona a Heinze Kohuta.
Narodil se v Budapešti, ale studoval v Berlíně, kde také potkal psychoanalytika Karla Abrahama, u něhož podstoupil výcvik. Později sám analyzoval například Freudova syna Olivera. Roku 1930 byl pozván jako profesor na Univerzitu v Chicagu a v USA již zůstal.
Zajímala ho otázka delikvence a kriminality, v této souvislosti hovořil o takzvaném "úplatném Superegu" zločinců.
Spolu s Freudem a Ferenczim rovněž definoval pojmy autoplastická adaptace (pacient se spíše přizpůsobuje prostředí) a aloplastická adaptace (pacient se spíše snaží měnit prostředí).
Ve čtyřicátých letech se věnoval především otázkám psychosomatiky a rozvíjel Ferencziho koncept "korektivní emocinální zkušenosti". Jím se Ferenczi (a s ním i Alexander) vzdálil psychoanalýze. Sám Alexander za to byl kritizován, mimo jiné Edwardem Gloverem a Jacquesem Lacanem. Až v šedesátých letech 20. století se k Alexanderovým myšlenkám vrátil Heinz Kohut a selfpsychologové.